# 2-amino-2-metil-3-fosfonooksipropanoinska kiselina
MSOP, 2-amino-2-metil-3-fosfonooksipropanoinska kiselina, je antagonist glutamatnog receptora.